# Минисини, Бенуа
Бенуа Минисини (фр. Benoît Minisini; род. 1973) — французский программист, известный как создатель языка программирования Gambas с графической IDE.
Начав программировать в 12 лет, Минисини вскоре заинтересовался разработкой компиляторов, интерпретаторов, виртуальных машин. Этот интерес вдохновил автора на написание языка программирования, подобного BASIC, очень похожего на Visual Basic. В этом языке автор попытался учесть недочеты и ошибки Visual Basic, а также облегчить пользователям VB переход на GNU/Linux.